# Ciornușovîci, Pustomîtî
Ciornușovîci (în ucraineană Чорнушовичі) este localitatea de reședință a comunei Ciornușovîci din raionul Pustomîtî, regiunea Liov, Ucraina.

## Demografie
Componența lingvistică a localității Ciornușovîci
     Ucraineană (99,85%)
     Alte limbi (0,15%)
Conform recensământului din 2001, majoritatea populației localității Ciornușovîci era vorbitoare de ucraineană (99,85%), existând în minoritate și vorbitori de alte limbi.